# Sondre Justad
 (avril 2021).
Sondre Justad (né le 15 octobre 1990), est un chanteur norvégien.

## Biographie
Sondre Justad a grandi à Henningsvær dans les îles Lofoten.
Il commence la musique à l'âge de 16 ans.
En 2019, il est nommé dans quatre catégories des Spellemannprisen,.

## Discographie
- Virkelighetsflukt (2007)
- Riv i hjertet (2015)
- Ingenting i paradis (2018)

## Vie privée
Sondre Justad est ouvertement bisexuel,.